# نجد الديمة (النادرة)

تعديل مصدري - تعديل

نجد الديمة محلة تابعة لقرية نشمان، التابعة لعزلة الشرنمه العليا بمديرية النادرة إحدى مديريات محافظة إب في الجمهورية اليمنية، بلغ تعداد سكانها 54 حسب تعداد اليمن لعام 2004.